# Confederação Brasileira de Balonismo
Confederação Brasileira de Balonismo - CBB, fundada em 1987, é a entidade máxima do esporte no Brasil. O atual presidente da Confederação é Jonnhy Alvarez.